# Zlatko Vujović
Zlatko Vujović, född 26 augusti 1958 i Sarajevo, Jugoslavien, är en före detta fotbollsspelare som spelade som anfallare. Han gjorde 70 landskamper för Jugoslaviens landslag och deltog i både VM 1982 och VM 1990.

## Karriär
Zlatko Vujović startade sin karriär i Hajduk Split, där han gjorde debut 1976. Under en tioårsperiod i klubben gjorde han 101 ligamål på 240 matcher. År 1979 gjorde han nio mål när Hajduk Split vann ligan. År 1984 vann han dessutom cupen efter en 2-1-seger över Röda Stjärnan i finalen. Till säsongen 1986/1987 lämnade Vujović Hajduk för spel i franska Bordeaux, där han under sin första säsong vann dubbeln, både ligan och cupen. I cupfinalen mot Marseille gjorde Vujović mål när Bordeaux vann med 2-0.
Vujović fortsatte senare sin karriär i Frankrike med spel i Cannes, Paris Saint-Germain, Sochaux och Nice innan han avslutade karriären 1993.
För Jugoslavien så gjorde Vujović 70 landskamper och 25 mål, med debut 1 april 1979 i EM-kvalet mot Cypern. Han spelade fyra stora turneringar; OS 1980, VM 1982, EM 1984 samt VM 1990.
Efter den aktiva karriären har Vujović verkat som assisterande tränare i moderklubben Hajduk Split.

## Familj
Zlatko Vujović har en tvillingbror, Zoran, som även han spelade i landslaget och en stor del av karriären i Frankrike.

## Meriter
Hajduk Split
- Jugoslaviska ligan: 1979
- Jugoslaviska cupen: 1977, 1984

Bordeaux
- Ligue 1: 1987
- Coupe de France: 1987